# Моя мама волшебница
«Моя мама волшебница» — советский мультфильм, выпущенный в 1989 году киностудией Беларусьфильм.

## Сюжет
По мотивам детских рассказов польской писательницы И.Папузиньской. Для каждого ребёнка мама — самая лучшая волшебница в мире. Она способна творить любые чудеса не только наяву, но и во сне, когда ребёнку снятся пираты и разбойники, невероятные и опасные приключения. И когда жизнь малыша в опасности, на помощь ему приходит добрая, смелая, красивая и всегда любимая мама.

## Съёмочная группа
| Режиссёр-постановщик      | Кузьма Кресницкий |
| Автор сценария            | Артур Вольский |
| Оператор-постановщик      | Юрий Мильтнер |
| Художник-постановщик      | В. Чепик |
| Эскизы                    | Н. Байрачный |
| Художники-мультипликаторы | А. Мазаев, В. Бобровский, Д. Эпштейн, А. Горулёв                                                                                   |
| Художники                 | Наталия Костюченко, Е. Руднева, Е. Лапотко, Т. Евменова, В. Хожовец, А. Жуковина, Е. Чайчук, О. Шахлович, Л. Карпова, Ольга Чикина |
| Композитор                | Олег Елисеенков |
| Звукоопепатор             | С.Бубенко |
| Ассистент режиссёра       | Н. Молоткова |
| Ассистент оператора       | И. Ефремова |
| Роли озвучивали           | Вера Кавалерова, Борис Владомирский                                                                                                |
| Редактор                  | С. Булыга |
| Директор                  | Ольга Оноприенко |